# 梅谷信行
梅谷 信行（うめたに のぶゆき 1983年 - ）は日本の情報工学者。

## 概要
兵庫県神戸市出身、私立滝川高校を経て東京大学工学部産業機械学科卒業、東京大学大学院新領域創成科学研究科修士課程修了、東京大学大学院情報理工学研究科博士課程修了。学部時代は産業機械を学び車や飛行機が好きだったことから、これらのデザイナーを目指していた。学生時代にこれらの設計はコンピュータを使っていると聞き、興味が機械そのものからコンピュータを用いた設計に移り、博士課程はコンピュータサイエンスに進んだ。
2015年よりカナダで最新3D技術の研究を行う。製品につながるような研究をして論文を書いているが、開発部門のような既に確立された手法で開発するよりも試行錯誤が必要で、どうやったらいいのか分かっていない課題に取り組んで製品の差別化につながるようなものを作り出している。
2008年情報処理推進機構より「SUPER CREATER」を受賞、2009年情報処理学会より「Yamanouchi Award」を受賞、2010年WISSより「Best Paper Award」を受賞、2011年「Microsoft Research Asia Fellowship」を受賞。